# MIU-Modell
Das MIU-Modell (engl. money-in-utility-function model, etwa Modell mit Geld in der Nutzenfunktion) nimmt an, dass die reale Geldmenge (pro Kopf) ein Argument der Nutzenfunktion ist. Geld stifte demnach also (ähnlich normalen Gütern) einen direkten Nutzen.
Dieser Ansatz wurde schon von John R. Hicks vorgeschlagen und umfassend von Don Patinkin und Miguel Sidrauski ausgearbeitet.
Ein verwandter Ansatz ist das CIA-Modell (Cash-in-advance).

## Grundproblem
Das MIU-Modell dient unter anderem als Erweiterung des neoklassischen Solow-Modells, dass eine nichtmonetäre Ökonomie beschreibt. Hier werden Güter ausgetauscht und Transaktionen durchgeführt, aber ohne eine Tauschmedium. Um monetäre Aspekte zu untersuchen, ist es nötig, zu spezifizieren, warum Menschen einen positiven Betrag an Geld halten (vergleiche Geldnachfrage).
Damit ist das MIU-Modell eine Antwort auf die theoretische Herausforderung ein Allgemeines Gleichgewichtsmodell zu entwerfen, in dem Geld nicht in die Präferenzen eingeht, aber im Gleichgewicht dennoch einen positiven Wert hat. Da Geld keinen intrinsischen Wert hat („Geld kann man nicht essen“) kommt es wahrscheinlich in der Nutzenfunktion nicht vor (wie sonst ökonomische Güter). In Anlehnung an Frank Hahn wird dieses grundsätzliche Problem auch als Hahn-Problem bezeichnet.

## Modell
Ausgangspunkt ist eine Nutzenfunktion {\displaystyle U_{t}(c_{t},m_{t})} mit positivem, abnehmendem Grenznutzen. Außerdem wird zukünftiger Nutzen diskontiert durch einen Faktor {\displaystyle \beta } (vgl. Zeitpräferenz). Weiterhin wird angenommen:
- Die Produktionsfunktion sei: {\displaystyle y_{t}=f(k_{t-1})}, wobei Kapital mit einer Rate {\displaystyle \delta } abgeschrieben wird.
- Gewinne durch Kapital sind gegeben durch: {\displaystyle r_{t}=-\delta +f_{k}(k_{t})}.
- Und es gibt einen nominalen Bruttozinssatz von {\displaystyle 1+i}.

Die Budgetbeschränkung kann dann wie folgt formuliert werden:
{\displaystyle f(k_{t-1})+\tau _{t}+(1-\delta )k_{t-1}+{\frac {(1+i_{t-1})}{(1+\pi _{t})}}b_{t-1}+{\frac {m_{t-1}}{1+\pi _{t}}}=c_{t}+k_{t}+m_{t}+b_{t}.}
Auf der linken Seite der Gleichung steht das Einkommen des Haushaltes in der Periode {\displaystyle t}: die Produktion, etwaige Transfers und finanzielles Vermögen (verzinstes Geld oder Wertpapiere). Auf der rechten Seite sind die realen Größen zum Zeitpunkt {\displaystyle t}: der Pro-Kopf-Konsum ({\displaystyle c_{t}}), die Kassenhaltung ({\displaystyle m_{t}}), die Kapitalanschaffung ({\displaystyle k_{t}}), und die Wertpapiere ({\displaystyle b_{t}}) die Ausgaben des Haushaltes. Dieser Zusammenhang gilt in jeder Periode. Das Ziel des Haushaltes ist die Nutzenmaximierung unter Berücksichtigung dieser Budgetrestriktion. Die Kontrollvariablen sind demnach {\displaystyle c_{t},k_{t},m_{t},b_{t}}.
Im Ergebnis zeigen sich die relativen Kosten der Geldhaltung:
{\displaystyle {\frac {u_{m}(t)}{u_{c}(t)}}={\frac {1+i_{t}-1}{1+i_{t}}}={\frac {i_{t}}{1+i_{t}}}.}
Auf der linken Seite steht die Grenzrate der Substitution zwischen Geld und Konsum. Die rechte Seite beschreibt den relativen Preis (Opportunitätskosten) der Geldhaltung ausgedrückt in Einheiten des Konsumgutes. Die Opportunitätskosten betragen {\displaystyle i}, aber werden erst in der nächsten Periode bezahlt. Deshalb betragen die diskontierten Opportunitätskosten:  {\displaystyle {\frac {i_{t}}{1+i_{t}}}}.

### Alternative Modellierung
Die zeitliche Abfolge des Geldnutzens kann leicht verändert werden. So schlugen Carlstrom und Fuerst (2001) vor, dass Geld nur dann Nutzen stiftet, wenn es verfügbar ist, bevor Konsumgüter gekauft werden. Eine alternative Modellierung verändert die Opportunitätskosten im Gleichgewicht des MIU-Modells.

## Ergebnisse
Unter der MIU-Annahme, dass Geld direkten Nutzen stiftet bewirkt Inflation immer einen Wohlfahrtsverlust, da sie den realen Wert des Geldes mindert. Die privaten Opportunitätskosten der Geldhaltung hängen vom Nominalzins ab. Wenn der Nominalzins Null ist, gibt es eine Deflation etwa in Höhe der Kapitalerträge (vgl. Fisher-Gleichung).
Robert E. Lucas (1994) beschäftigte sich unter anderem mit dem Wohlfahrtsverlust durch Inflation. Er führte auch empirische Untersuchungen basierend auf US Daten von 1900 bis 1985. Demnach ergäbe sich aus einer Nominalinflationsrate von 10 % ein jährlicher Wohlfahrtsverlust (in Form von entgangenem Konsum) von 32 Mrd. US-Dollar.
Andererseits beschäftigte sich Laurence Ball mit der Frage wie teuer eine Reduktion der Inflation wäre. Er berichtet von einem Tradeoff von 2,4 Prozent an Produktion die aufgegeben werden müssten, um die Inflation um 1 Prozent zu reduzieren.
Insgesamt wird in dem MIU-Modell auch die Eigenschaft der Superneutralität des Geldes nachgewiesen: Geldmengenwachstum und Inflation haben keinerlei Wirkung auf reale Größen wie die Kapitalintensität und den Pro-Kopf-Konsum. Unter bestimmten Voraussetzungen ist Geld nicht neutral.